# Cornillac
Cornillac là một xã thuộc tỉnh Drôme trong vùng Auvergne-Rhône-Alpes đông nam nước Pháp. Xã Cornillac nằm ở khu vực có độ cao từ 471-1455 mét trên mực nước biển.